# ディカルブ・アベニュー駅 (BMT)
ディカルブ・アベニュー駅 (DeKalb Avenue) はニューヨーク市地下鉄BMT4番街線とBMTブライトン線の乗換駅である。ブルックリン区ダウンタウンのディカルブ・アベニューとフラットブッシュ・アベニューの交差点に位置し、B系統が平日23時まで、D系統・N系統が深夜のみ、Q系統・R系統が終日、W系統がラッシュ時のみ停車する。

## 歴史

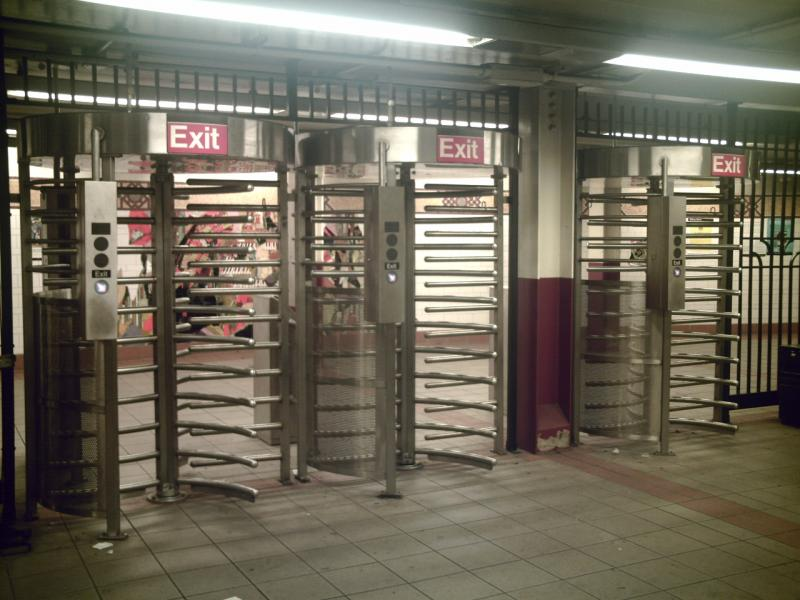
改札口

駅は1915年6月22日にBMT4番街線の駅として開業、1920年8月1日にBMTブライトン線が乗り入れを開始した。BMT間の主要な乗換駅となっており、同じホーム上で別路線へ乗り換えることができる。

### 計画
駅の配線は開業以来何度か変更されており、現在の配線はホームを直線にし駅北側の平面交差を解消した1956 - 1961年再建プロジェクトの状態である。また、駅北側にあったマートル・アベニュー駅はこのプロジェクトの一環で廃止されている。また、BMTフルトン・ストリート線やIRTイースタン・パークウェイ線への接続も計画されていた。
アッシュランド・プレイス・コネクション (Ashland Place Connection) と呼ばれる初期の計画では、高架線であるBMTフルトン・ストリート線の列車が本線から分岐し当駅より地下に入り4番街線やブライトン線へ直通する計画もあったが、これはフルトン・ストリート線からの分岐線と4番街線・ブライトン線の合流部分で多数の制約が重なりダイヤ作成上のボトルネックとなることが予想された。結局フルトン・ストリート線からの分岐線は建設されることがなく、フルトン・ストリート線自体もINDに引き継がれた一部区間を除きそのほとんどが廃止されてしまった。このほか、当駅から西へ向かいブルックリン区庁を通りイースト川をトンネルで通過しBMTブロードウェイ線に接続するルート（現在のBMT4番街線 - モンタギュー・ストリート・トンネル - BMTブロードウェイ線緩行線）や南に1ブロック程離れた場所に位置するイースタン・パークウェイ線ネヴィンズ・ストリート駅へ接続するルートも計画されていた。
駅が開業すると、4番街線緩行線とブライトン線がホームに面し4番街線急行線は通過線として建設された。また、駅の北側では全ての線路からマンハッタン橋とモンタギュー・ストリート・トンネルの両方へ向かえるように平面交差が組まれていた。配線的にはブライトン線がモンタギュー・ストリート・トンネルへの本線、4番街線がマンハッタン橋への本線という扱いであった。しかし、平面交差であることから4番街線・ブライトン線のどれか一方の列車に遅れが出ると遅れがどんどん波及していき大幅な遅延が起こりやすく、現にこの地点が原因の遅延が常態化しておりこの事態を重く見たニューヨークシティ・トランジット・オーソリティは1952年にこの分岐部を新たに作り直すこととした。
1955年11月30日、ニューヨークシティ・トランジット・オーソリティは平面交差を解消するための13,152,831ドルの契約を承認のために委員会に提出した。この契約は承認され、ブルックリンとマンハッタン間の輸送は大幅に改善されることになる。

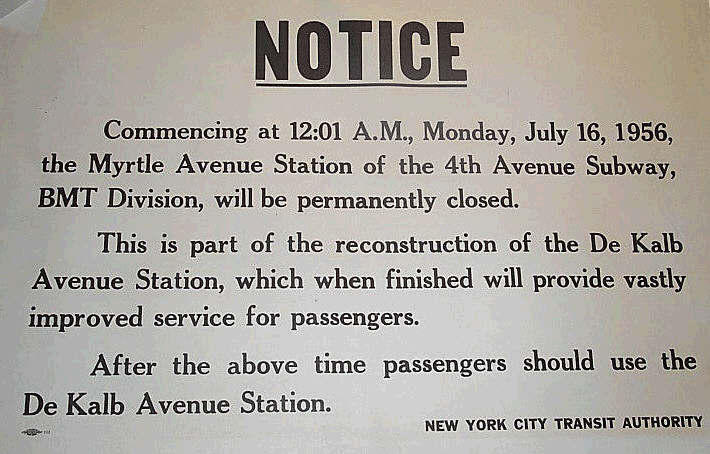
マートル・アベニュー駅の廃止を伝える案内

工事は1956年に始まり1961年4月に終了した。駅北側の平面交差は完全に解消され、2つの立体交差に置き換えられた。また、この立体交差の用地の確保のため、当駅の北側に位置したマートル・アベニュー駅は廃止された。同駅北行ホームは現存しておりマンハッタン橋方面へ向かう列車の中から見ることができるが、南行ホームは立体交差の用地にするために解体されている。そのほか、駅のホームも1両辺り60フィート（約18メートル）の車両の10両編成の列車の入線に対応できるように北へ150フィート（約46メートル）程延長された。平面交差の解消により、この区間の線路容量が25パーセント増加したと考えられた。また、クリスティー・ストリート連絡線 (Chrystie Street Connection) という計画によりIND6番街線への接続も開始され、マンハッタン以外にブロンクスやクイーンズへと向かうこともできるようになった。なお、モンタギュー・ストリート・トンネルを経由する路線は北へ向かう3線（ブロードウェイ線マンハッタン橋経由、ブロードウェイ線トンネル経由、6番街線）の中で最も列車の運行頻度が少なくなっている。

### 改装

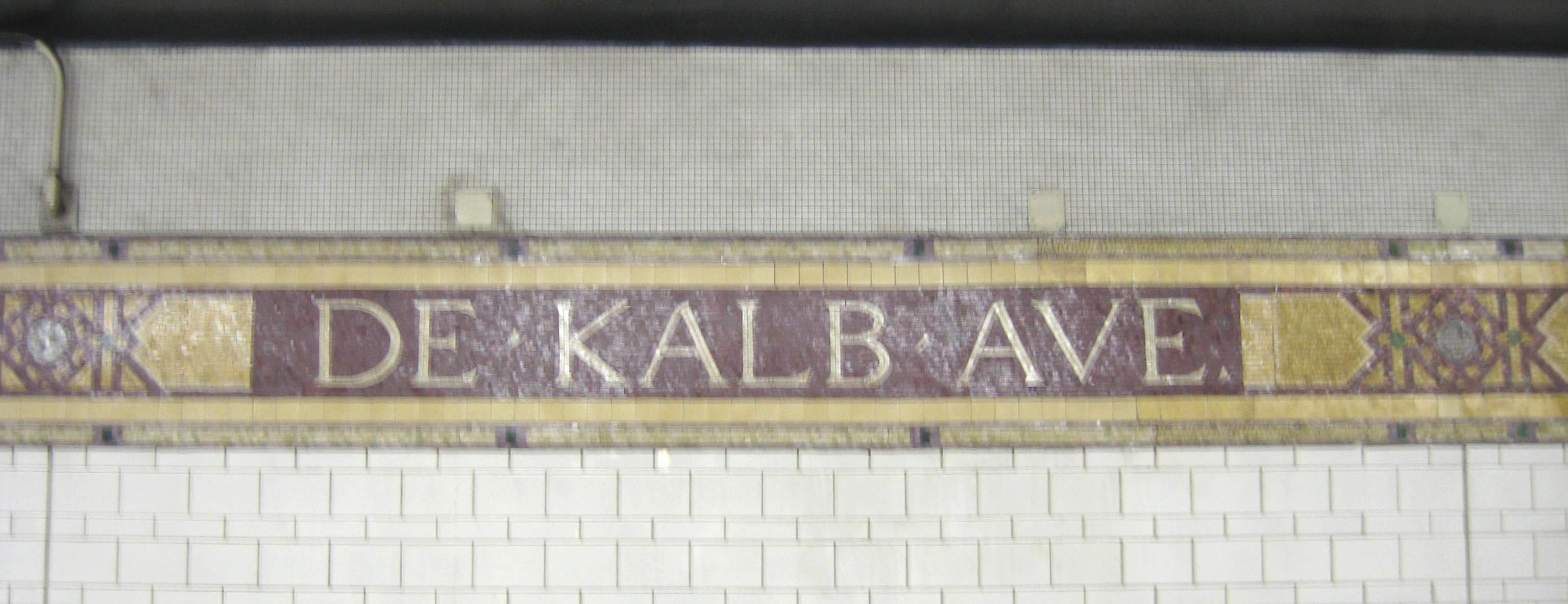
モザイクを用いた駅名標

1961年の配線変更の後、1960年代半ばに駅の構造が変更されている。先述したホームの延長のほか、60年代では新しかったモダンなタイリングが追加された。また、1970年にはMTAにより壁面タイル、古い看板、白熱灯を70年代のモダンな壁面タイル、新しい看板、蛍光灯に交換する改装工事が行われた。
しかし、改装を行ったにも関わらず1981年にMTAはニューヨーク市地下鉄内で老朽化した69駅の中に当駅を挙げた。このため2004年から2006年にかけても改装が行われている。老朽化した階段や壁、床、照明の改修のほか、ADAに準拠するためエレベーターや点字ブロックの設置、道床の取り替えも行われた。

## 駅構造
| G          | 地上階                                     | 出入口 |
| M          | 改札階                                     | 改札口、駅員室、メトロカード券売機 (ディカルブ・アベニューとフラットブッシュ・アベニュー交差点南東にエレベーターあり) |
| P ホーム階 | 北行緩行線 橋経由                          | ← ラッシュ時：ベッドフォード・パーク・ブールバード駅行き（グランド・ストリート駅） ← 平日日中：145丁目駅行き（グランド・ストリート駅） ← 深夜帯：ノーウッド-205丁目駅行き（グランド・ストリート駅） ← 96丁目駅行き（キャナル・ストリート駅） ←（廃止：マートル・アベニュー駅）                                                                   |
| P ホーム階 | 島式ホーム、到着番線に応じた側の扉が開く。 | |
| P ホーム階 | 北行緩行線 トンネル経由                    | ← 深夜帯：アストリア-ディトマース・ブールバード駅行き（ジェイ・ストリート-メトロテック駅） ← フォレスト・ヒルズ-71番街駅行き（ジェイ・ストリート-メトロテック駅） ← 深夜帯：ホワイトホール・ストリート駅行き（ジェイ・ストリート-メトロテック駅） ← ラッシュ時：アストリア-ディトマース・ブールバード駅行き（ジェイ・ストリート-メトロテック駅） |
| P ホーム階 | 北行急行線 橋経由                          | ← 深夜帯以外：通過 |
| P ホーム階 | 南行急行線 橋経由                          | → 深夜帯以外：通過 → |
| P ホーム階 | 南行緩行線 トンネル経由                    | → 深夜帯：シー・ビーチ線経由コニー・アイランド駅行き（4番街線アトランティック・アベニュー-バークレイズ・センター駅）→ ベイ・リッジ-95丁目駅行き（4番街線アトランティック・アベニュー-バークレイズ・センター駅）→ ラッシュ時：86丁目駅行き（4番街線アトランティック・アベニュー-バークレイズ・センター駅）→                                       |
| P ホーム階 | 島式ホーム、到着番線に応じた側の扉が開く。 | |
| P ホーム階 | 南行緩行線 橋経由                          | → 平日：ブライトン・ビーチ駅行き（ブライトン線アトランティック・アベニュー-バークレイズ・センター駅）→ 深夜帯：ウェスト・エンド線経由コニー・アイランド駅行き（4番街線アトランティック・アベニュー-バークレイズ・センター駅）→ ブライトン線経由コニー・アイランド駅行き（ブライトン線アトランティック・アベニュー-バークレイズ・センター駅）→    |

駅は島式ホーム2面と線路6線を有した2面6線の地下駅で、中央の2線にはホームがなく通過線となっている。

### 出口

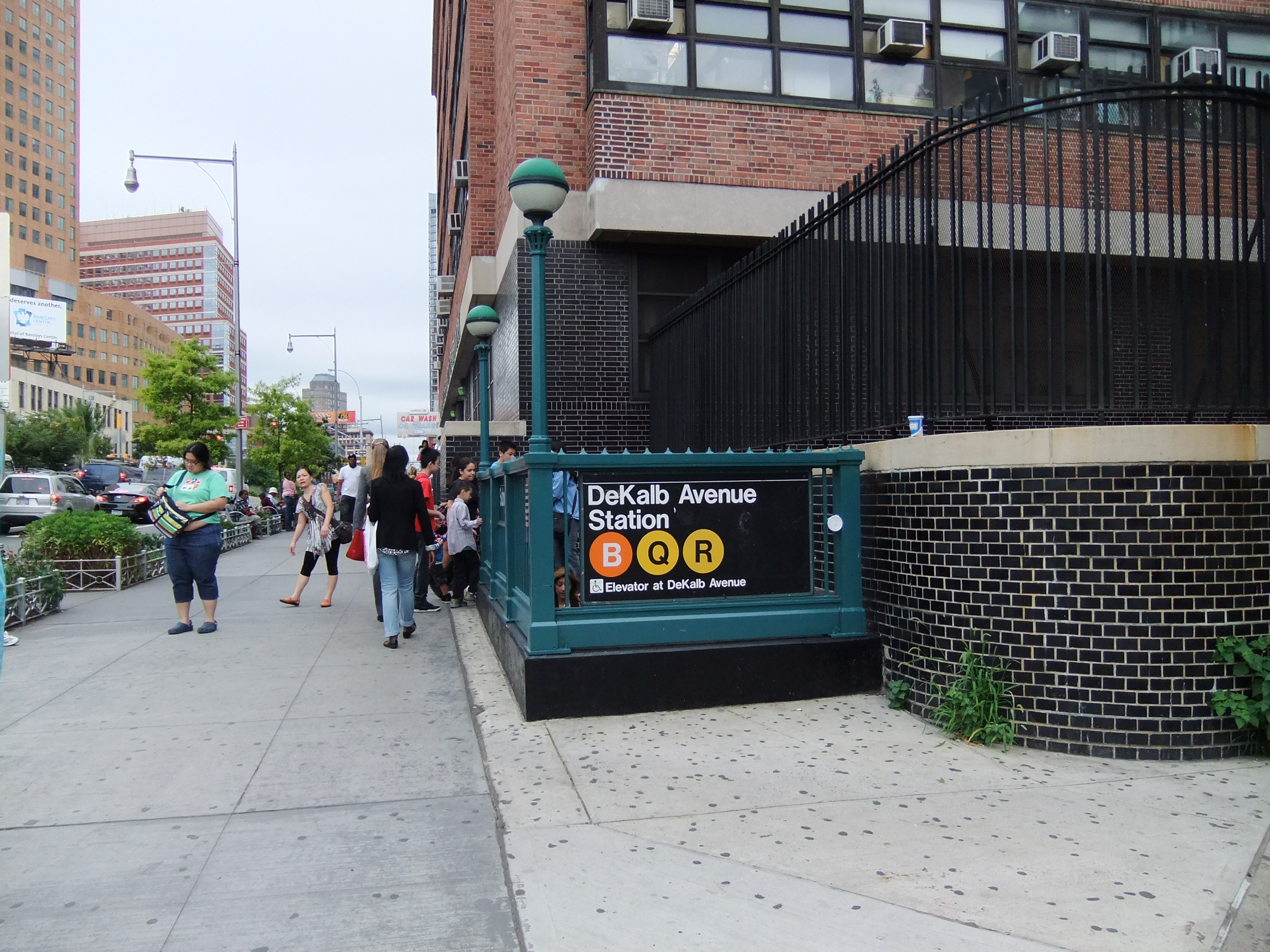
入口階段

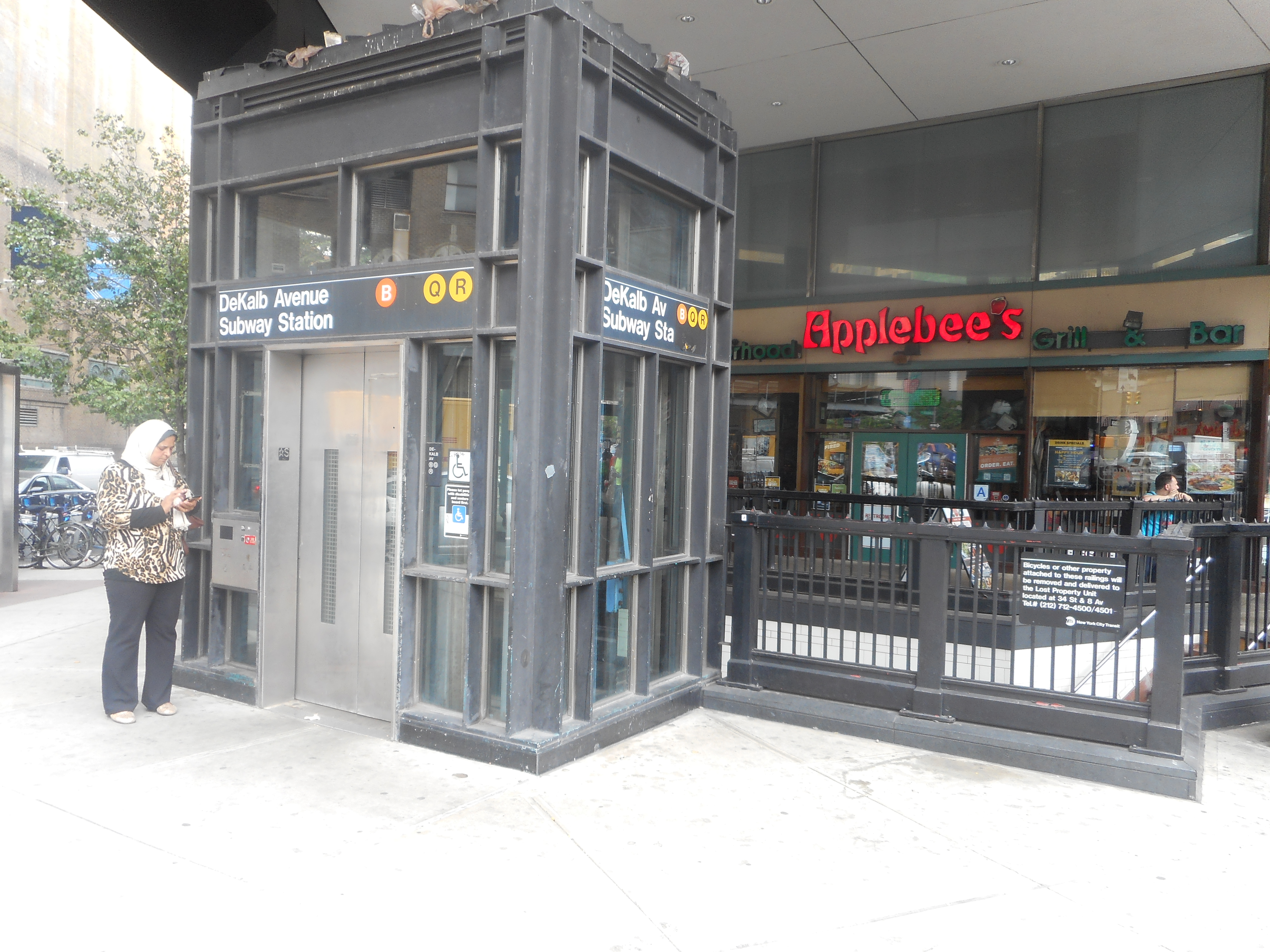
アップルビーズのレストランの外にある駅へのエレベーター

この駅は駅の南端と北端に1箇所ずつ、計2箇所の改札口がある。北側には2つの階段が、南側には3つの階段と1機のエレベーターがある。南北ホーム間は改札内で行き来することが可能である。このホーム間連絡通路は広い改札階の一部であったが改札階の大部分は閉鎖され、閉鎖部分は関係者のみ立ち入ることが可能となっている。
また、南北両改札口には2005年にスティーブン・ジョンソンが製作した『DeKalb Improvisation』と呼ばれるアートワークが設置されている。
- 階段1つ、フラットブッシュ・アベニューとフリート・ストリートの交差点北東[15]。
- 階段1つ、フラットブッシュ・アベニューとフリート・ストリートの交差点南東[15]。
- エレベーター1機、階段2つ、ディカルブ・アベニューとフラットブッシュ・アベニューの交差点北西[15]。
- 階段1つ、ディカルブ・アベニューとフラットブッシュ・アベニューの交差点南西[15]。

### 配線
駅の北側には立体交差があり、モンタギュー・ストリート・トンネル方面とマンハッタン橋方面への列車の振り分けを行っている。このうち、駅の中央を通過する4番街線急行線は配線上必ずマンハッタン橋方面（ブロードウェイ線もしくは6番街線）へ向かい、モンタギュー・ストリート・トンネル方面へ向かうことはできない。マンハッタン橋方面へ向かう中央2線と外側2線は互いに行き来することが可能で、6番街線からの南行は行おうと思えば追い越しを行うことが可能な配線になっている。モンタギュー・ストリート・トンネル方面への線路はマンハッタン橋方面への線路の下を潜る形で西へと分岐していく。なお、モンタギュー・ストリート・トンネルからはブロードウェイ線のほかにナッソー・ストリート線へも接続しているが、ナッソー・ストリート線へ直通する定期旅客列車の設定はされていない。
駅の南側では4番街線が下へ潜る形でブライトン線と分岐している。北行ブライトン線・4番街線緩行線はホームの外側・内側どちらへも入線が可能で、南行はホーム内側・外側どちらからでもブライトン線・4番街線緩行線のどちらへも出発が可能である。ただし、現在はモンタギュー・ストリート・トンネルからの南行列車は必ず4番街線へ向かうため内側線からブライトン線へ向かう列車は設定されていない。

### 系統パターン
| ジェイ・ストリート-メトロテック駅 （BMT4番街線）                      | キャナル・ストリート駅 （BMTブロードウェイ線）                        | グランド・ストリート駅 （IND6番街線）                                      |
| --------------------------------------------------------------------- | --------------------------------------------------------------------- | -------------------------------------------------------------------------- |
|                                                                       |                                                                       |                                                                            |
| 駅北側                                                                |                                                                       |                                                                            |
| BMT4番街線トンネル方面 N (深夜帯) R (終日) W (ラッシュ時)             | BMTブロードウェイ線 N (深夜を除く終日) Q (終日)                       | IND6番街線急行 B (平日23時まで) D (終日)                                   |
| トンネル方面                                                          | マンハッタン橋南側線路                                                | マンハッタン橋北側線路                                                     |
|                                                                       |                                                                       |                                                                            |
| 駅構内                                                                |                                                                       |                                                                            |
| 内側ホーム（トンネル方面） N (深夜のみ) R (終日) W (ラッシュ時)       | 中央通過線（橋方面） D (深夜を除く終日) N (深夜を除く終日)            | 外側ホーム（橋方面） B (平日23時まで) D (深夜のみ) Q (終日)                |
|                                                                       |                                                                       |                                                                            |
| 駅南側                                                                |                                                                       |                                                                            |
| BMT4番街線各駅停車 D (深夜のみ) N (深夜のみ) R (終日) W (ラッシュ時)  | BMT4番街線急行 D (深夜を除く終日) N (深夜を除く終日)                  | BMTブライトン線 B (平日23時まで) Q (終日)                                  |
|                                                                       |                                                                       |                                                                            |
| アトランティック・アベニュー- バークレイズ・センター駅 （BMT4番街線） | アトランティック・アベニュー- バークレイズ・センター駅 （BMT4番街線） | アトランティック・アベニュー- バークレイズ・センター駅 （BMTブライトン線） |